# Mustafa Hamsho
Mustafa Hamsho (* 10. Oktober 1953 in Latakia) ist ein ehemaliger syrischer Profiboxer aramäischer Abstammung. Er gehörte Mitte der 1970er und 1980er Jahre zu den besten Boxern im Mittelgewicht. 1981 und 1984 boxte er zweimal erfolglos um die Weltmeisterschaft gegen Marvin Hagler.

## Karriere
Schon mit 15 wurde er Syrischer Meister im Halbmittelgewicht und träumte von einer Boxkarriere in den USA. 1973 erreichte er als Seemann auf einem griechischen Schiff New York und zog in die arabische Gemeinschaft von Brooklyn. Im Gramercy Gym von Manhattan wurde er von Paddy Flood für den Sport entdeckt und boxte besonders zu Beginn seiner Laufbahn unter Künstlernamen wie „Mike Estafire“ oder „Rocky Estafire“.
Seine Laufbahn begann wenig spektakulär. Sein Profidebüt verlor er 1975 nach Punkten gegen Pat Cuillo. Zwei Monate später folgte ein Unentschieden gegen Danny McNevin. Nach fünf folgenden Siegen, erreichte er 1976 ein weiteres Unentschieden gegen Reggie Jones. Anschließend gewann er jedoch 27 Kämpfe in Folge, davon 17 vorzeitig. Dabei gelangen ihm beeindruckende Siege unter anderem gegen Rocky Mosley, Bobby Watts, Wilford Scypion, Rudy Robles und Alan Minter. Zudem besiegte er in einem Rückkampf Reggie Jones.
Am 3. Oktober 1981 boxte er in Cook County um die Weltmeisterschaft der WBA und WBC im Mittelgewicht gegen Marvin Hagler, musste jedoch gegen den zu dieser Zeit besten Mittelgewichtler der Welt eine Niederlage hinnehmen. Er wurde in der elften Runde aufgrund mehrerer Cuts vom Ringrichter aus dem Kampf genommen. Seine Verletzungen mussten mit 53 Stichen genäht werden.
Seine nächsten sechs Gegner konnte er wieder besiegen, darunter befanden sich namhafte Größen wie Bobby Czyz und Wilfred Benitez. Dadurch erhielt er am 19. Oktober 1984 im Madison Square Garden eine erneute WM-Chance gegen Hagler, diesmal um die uneingeschränkte Weltmeisterschaft (WBA, WBC, IBF) im Mittelgewicht. Hamsho musste dabei den ersten Niederschlag seiner Profilaufbahn hinnehmen und verlor durch t.K.o. in der dritten Runde. Nach sechs weiteren Kämpfen, darunter zwei Niederlagen gegen Donny Lalonde und Graciano Rocchigiani, beendete er seine Boxerlaufbahn 1989. Anschließend wurde er US-amerikanischer Staatsbürger und fand 2014 Aufnahme in die New York State Boxing Hall of Fame.